# Черна антилопа
Черните антилопи (Hippotragus niger) са вид едри бозайници от семейство Кухороги (Bovidae).
Разпространени са в гористите савани на Източна и Южна Африка. Достигат 190 – 255 cm дължина на тялото с главата, 117 – 140 cm височина при рамото и маса 220 – 235 kg, като женските са с около 20% по-дребни. Имат големи извити назад рога, достигащи на дължина 61 – 102 cm при женските и 81 – 165 cm при мъжките. Хранят се с трева и листа.

## Подвидове
- H. n. niger
- H. n. variani – черна конска антилопа[3]
- H. n. kirkii
- H. n. roosevelti